# Camila Sosa Villada
Camila Sosa Villada (ur. 28 stycznia 1982 w La Falda) – argentyńska pisarka, dramaturżka, aktorka, poetka i performerka.

## Życiorys
Urodziła się jako Cristian Omar 28 stycznia 1982 r. w La Falda w prowincji Córdoba. W żeńskie stroje zaczęła ubierać się jako szesnastolatka. Po ukończeniu szkoły opuściła rodzinną miejscowość i na Narodowym Uniwersytecie w Córdobie ukończyła dziennikarstwo, a potem teatrologię. Zarabiała na życie jako pracownica seksualna, sprzątaczka i sprzedawczyni uliczna. Pracę seksualną porzuciła w 2009 r., poświęcając się teatrowi i literaturze.
W 2009 r. zadebiutowała jako aktorka i dramaturżka, występując w autobiograficznym monodramie, w którym opowiadała o byciu osobą transpłciową. Sztuka ta odniosła sukces, pozwalając jej rozwinąć karierę. W 2010 roku jej sztukę Carnestolendas, retrato escénico de un travesti nominowano do Ogólnokrajowego Festiwalu Teatralnego w La Placie. W 2012 r. zagrała rolę transpłciowej żony bogatego biznesmena w miniserialu, który cieszył się dużą popularnością.
Swoje doświadczenia opisała także w eseju autobiograficznym El viaje inutil (2018) oraz bestsellerowej w całym regionie latynoamerykańskim powieści Kurewny (Las Malas, 2019), którą wydano w ponad 20 krajach i przetłumaczono na co najmniej 17 języków. Za tę powieść zdobyła liczne nagrody, m.in. Premio Sor Juana Inés de la Cruz 2021 (Meksyk), Grand Prix de l’Héroïne Madame Figaro 2021 (Francja), Premio Finestres 2021 (Hiszpania), a także nominację do Dublin Literary Award 2023 (Irlandia). Język, którym posługują się bohaterowie i bohaterki powieści charakteryzuje to, że negatywnie nacechowane określenia są w niej przejęte przez marginalizowane grupy. Mimo że pierwszoosobową narratorką powieści o transpłciowych pracownicach seksualnych jest Camilla Sosa Villada, ona sama ogłosiła, że powieść nie ma charakteru autobiografii. Fabuła powieści zawiera jednocześnie elementy fantastyczne.
Ponadto jest autorką tomiku poetyckiego La novia de Sandro (2015), powieści Tesis sobre una domesticación (2019) oraz zbioru opowiadań Soy una tonta por quererte (2022).